# アンドレア・カシラギ

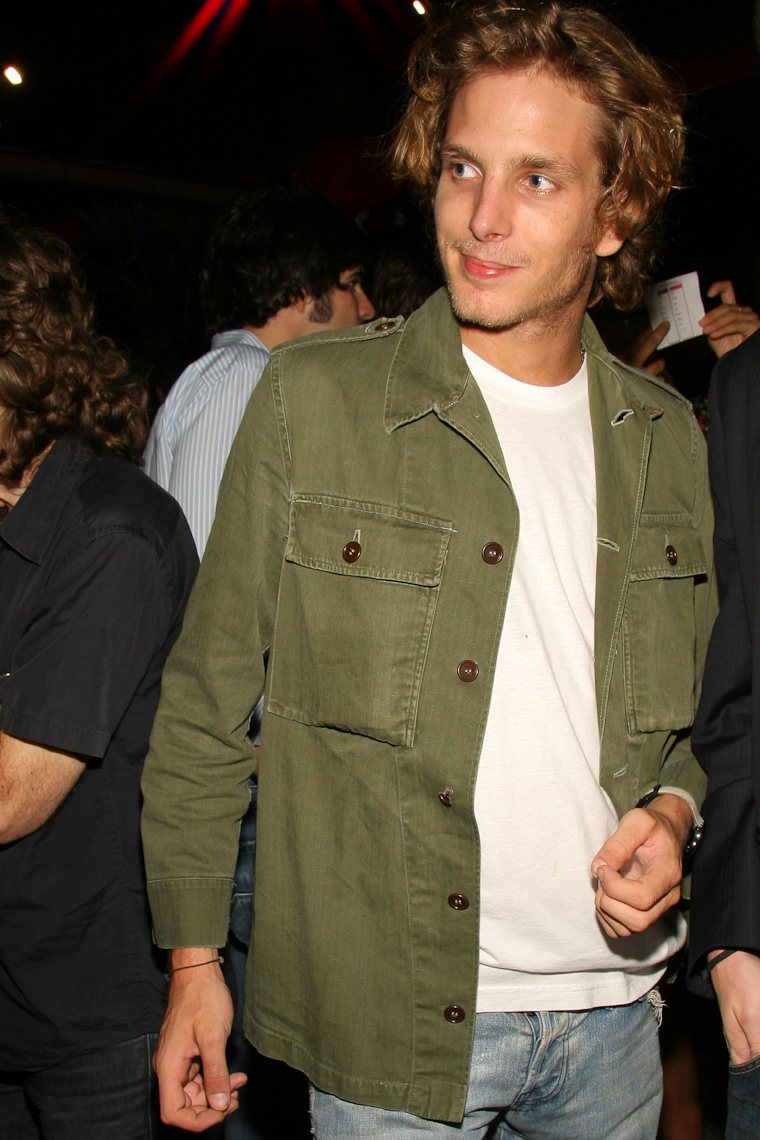
アンドレア・カシラギ

アンドレア・アルベール・ピエール・カシラギ（Andrea Albert Pierre Casiraghi, 1984年6月8日（40歳） - ）は、モナコ公国の人物。父はイタリア人実業家のステファノ・カシラギ、母はカロリーヌ公女である。妹にシャルロット、弟にピエール、異父妹にアレクサンドラがいる。公位継承順位第4位。

## 来歴
プリンセス・グレース・クリニックにて誕生した。最終学歴はスペインのIE Business School（MBA）。
モナコ公位継承権を有し、母カロリーヌ（現モナコ公アルベール2世の姉）に続いて推定公位継承権第4位と考えられている。そのため「アンドレア王子」あるいは「アンドレア公子」と呼ばれるケースがあるが、prince の称号は父方から得るものであり、父が一般人であるアンドレアは prince の称号を保有していない。
祖母グレース・ケリーの血を受け継ぐ端正な顔立ちとブロンドの長髪から、本人も1999年にアメリカ『ピープル』誌の「世界で最も美しい50人」に選ばれており、美男子としてしばしばタブロイド誌のネタにされている。
また、同世代の王室関係者としてイギリス王室のウィリアム王子と比較されることも多い。
2012年7月4日、数年前から交際していた、コロンビアの大富豪の令嬢タチアナ・サント・ドミンゴとの結婚を発表した。
2013年3月21日、婚約者のタチアナとの間に第1子で長男となるアレクサンドル・カシラギAlexandre Casiraghi （通称サッシャ・カシラギと呼ばれる）が誕生したと、母であるカロリーヌ公女が正式に発表した。
2015年4月12日、第二子で長女のインディア・カシラギIndia Casiraghi が誕生した。
2018年4月19日、第三子で次男のマクシミリアン・カシラギMaximilian Casiraghi が誕生した。
| 上位 カロリーヌ公女 | モナコの公位継承権者 継承順位第4位 | 下位 サッシャ・カシラギ |